# Кудельний Ключ
Кудельний Ключ (рос. Кудельный Ключ) — село у Тогучинському районі Новосибірської області Російської Федерації.
Входить до складу муніципального утворення Кудельно-Ключевська сільрада. Населення становить 544 особи (2010).

## Історія
Згідно із законом від 2 червня 2004 року органом місцевого самоврядування є Кудельно-Ключевська сільрада.

## Населення
| 2002 | 2007 | 2010 |
| ---- | ---- | ---- |
| 656  | ↗686 | ↘544 |